# Незнайко (парк)
Парк «Незнайко» — парк на розі вулиць Університетської та Ярославської міста Ірпінь. Відкритий 6 жовтня 2018 року під час святкування Дня міста, площа — 6 гектарів. Офіційно вважається частиною парку «Перемоги», має адресу прив'язки «вул. Тищенка».
Фактично, з ініціативи тодішнього міського голови В.Карплюка, парк став новим об'єктом інфраструктури в результаті реконструкції одного з найстаріших парків міста — парку «Перемоги». Парк розташований в низині; поміж дерев прокладено доріжки, велодоріжки, встановлено лавки з ліхтарями, насаджено декоративні дерева, кущі та квіти. Має спортивний та дитячий майданчики, альтанки, різноманітні скульптури, сцену та ставок із фонтаном.
Названий на честь Миколи Носова — саме в Ірпені він творив дитячі казки про Незнайка; вважається, що Ірпінь і є тим праобразом Квіткового міста Носова. Парк відкрили до 110-річчя від дня народження письменника..
До липня 2020 року в парку планують обладнати зону харчування.

## Галерея

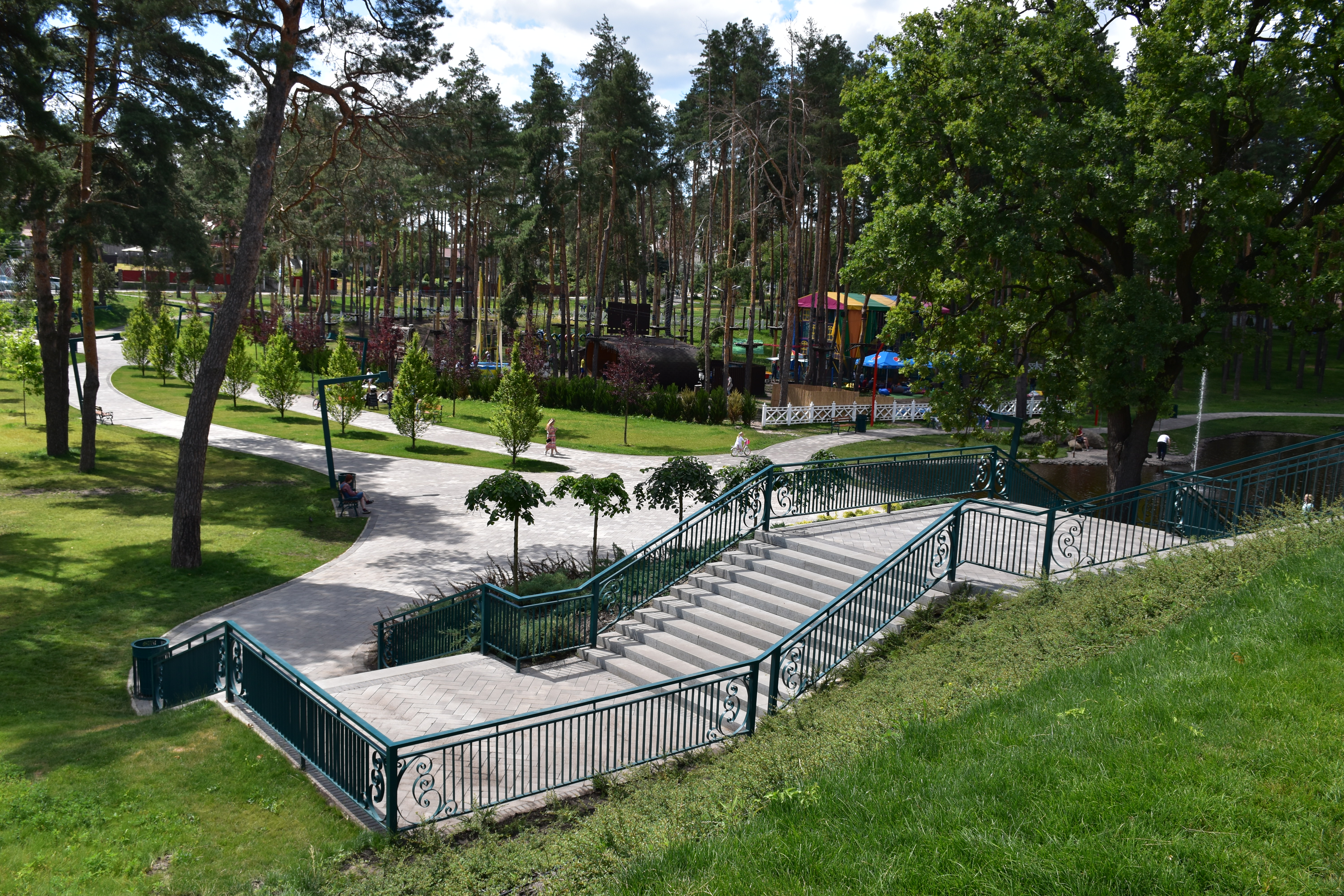
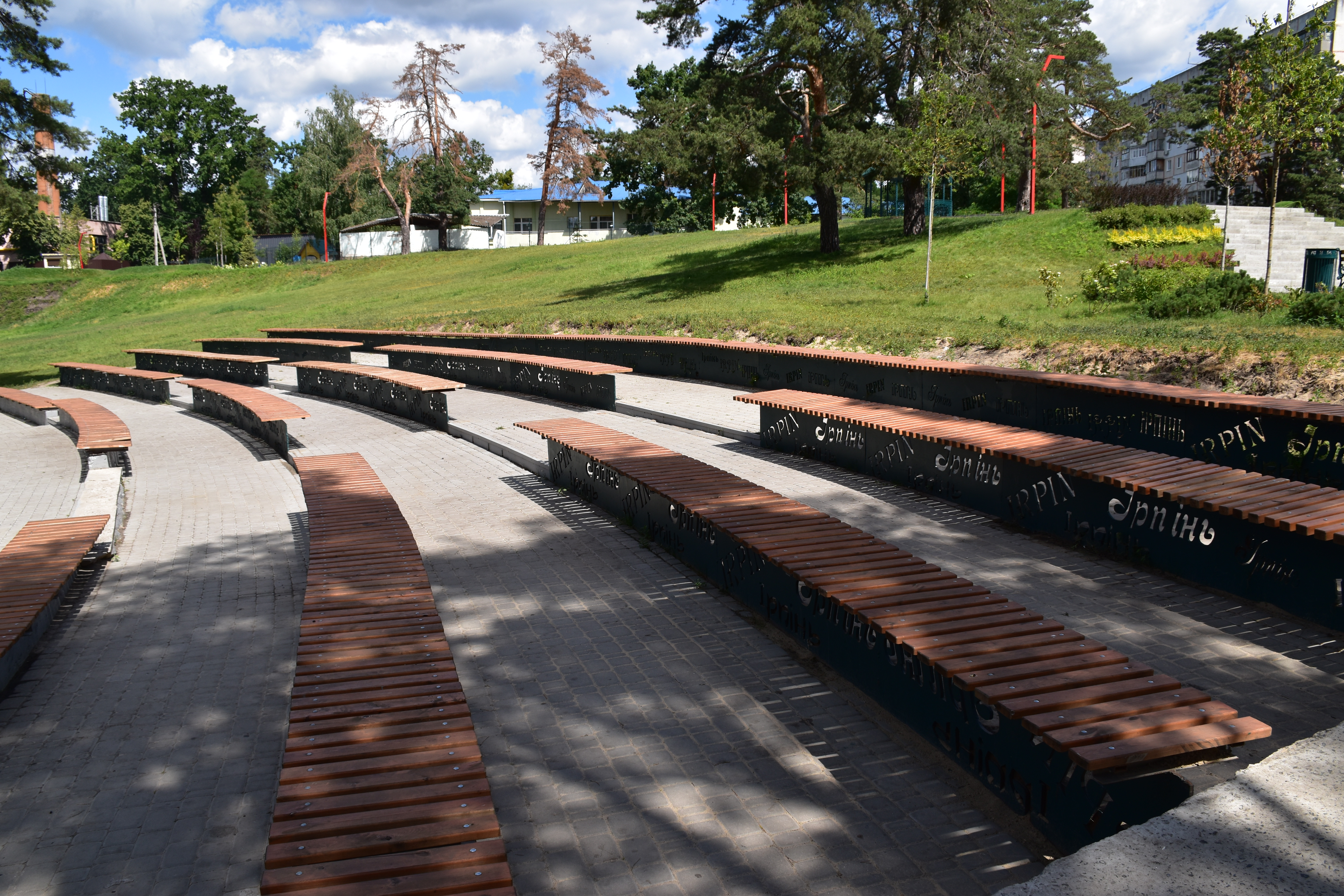
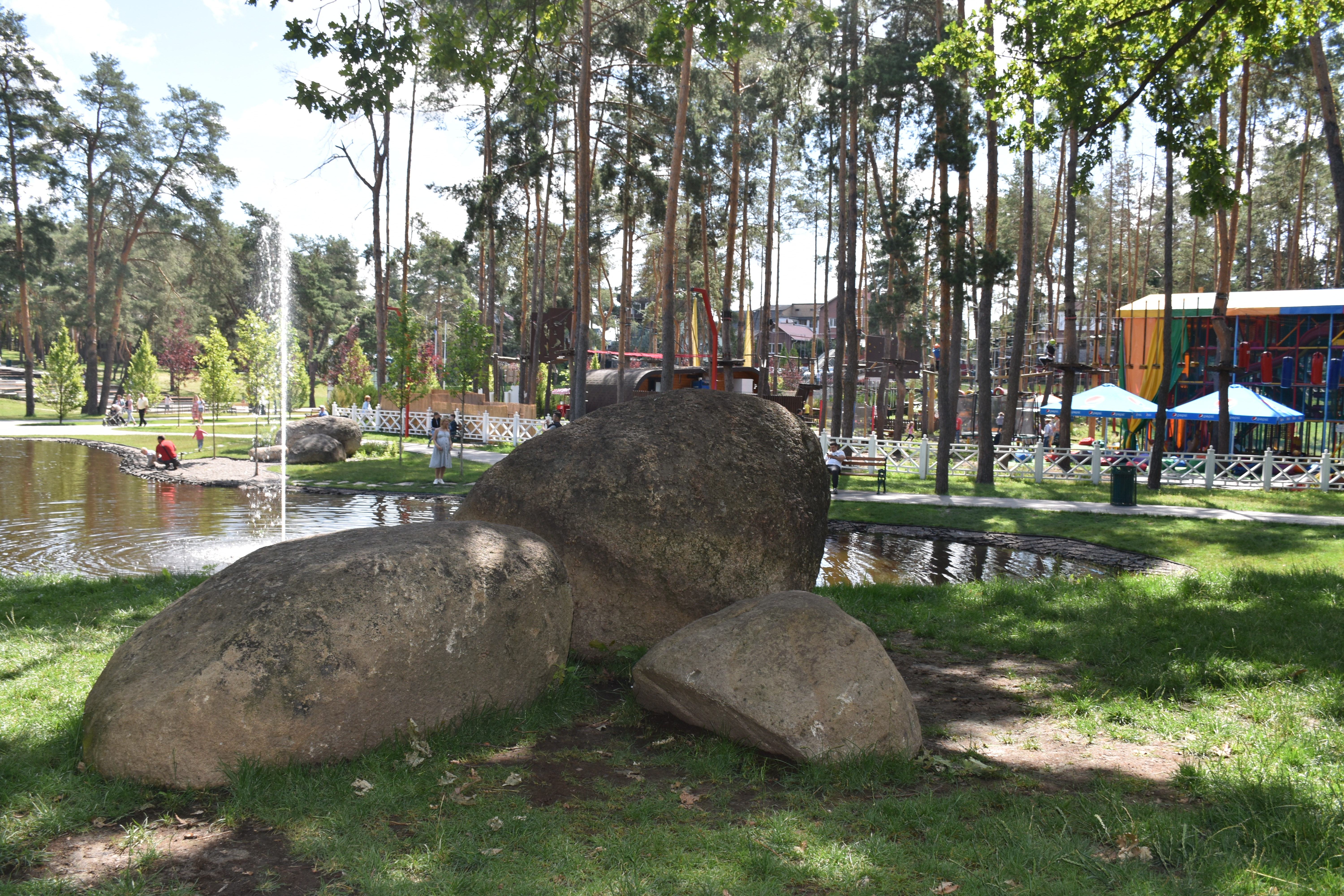
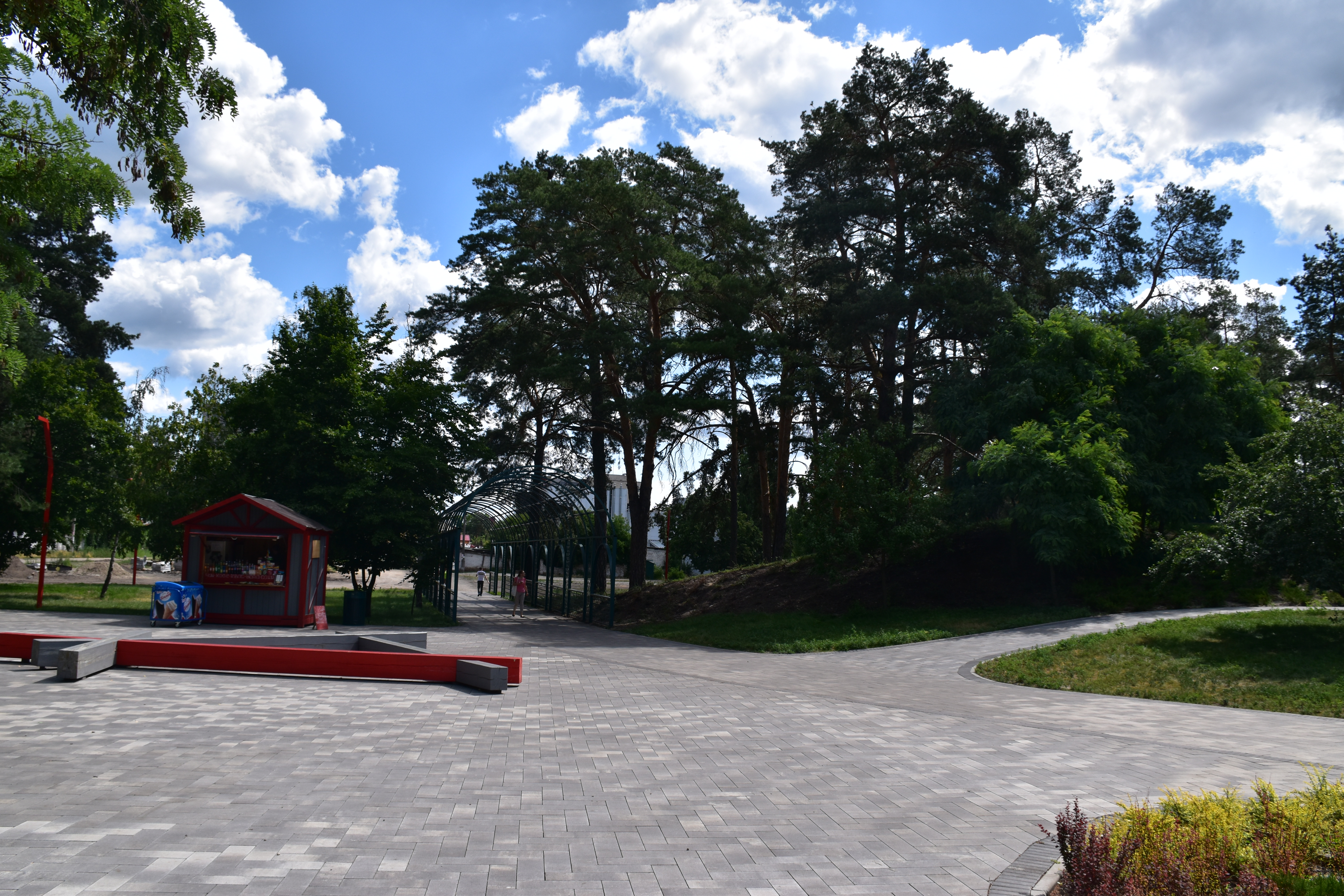
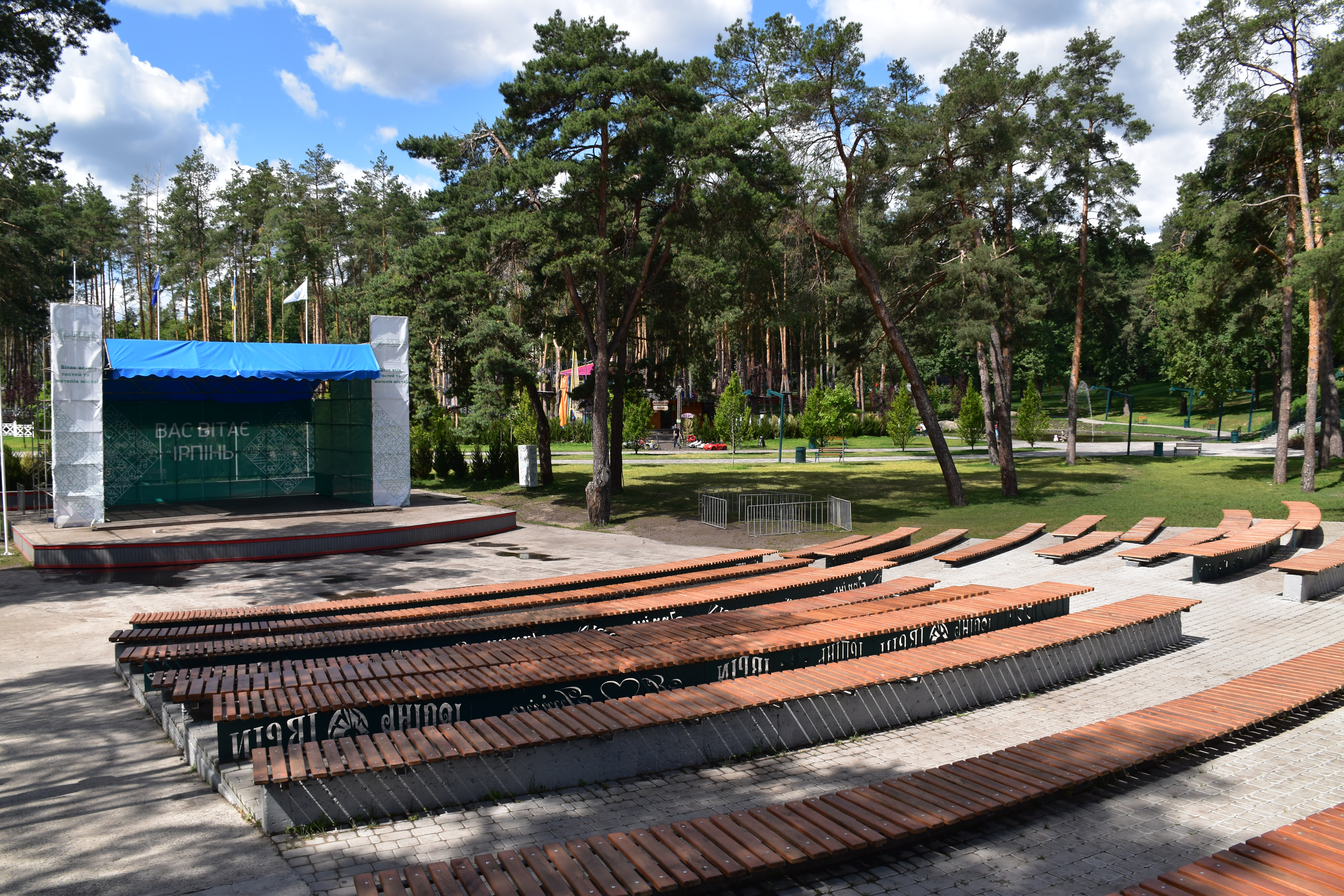
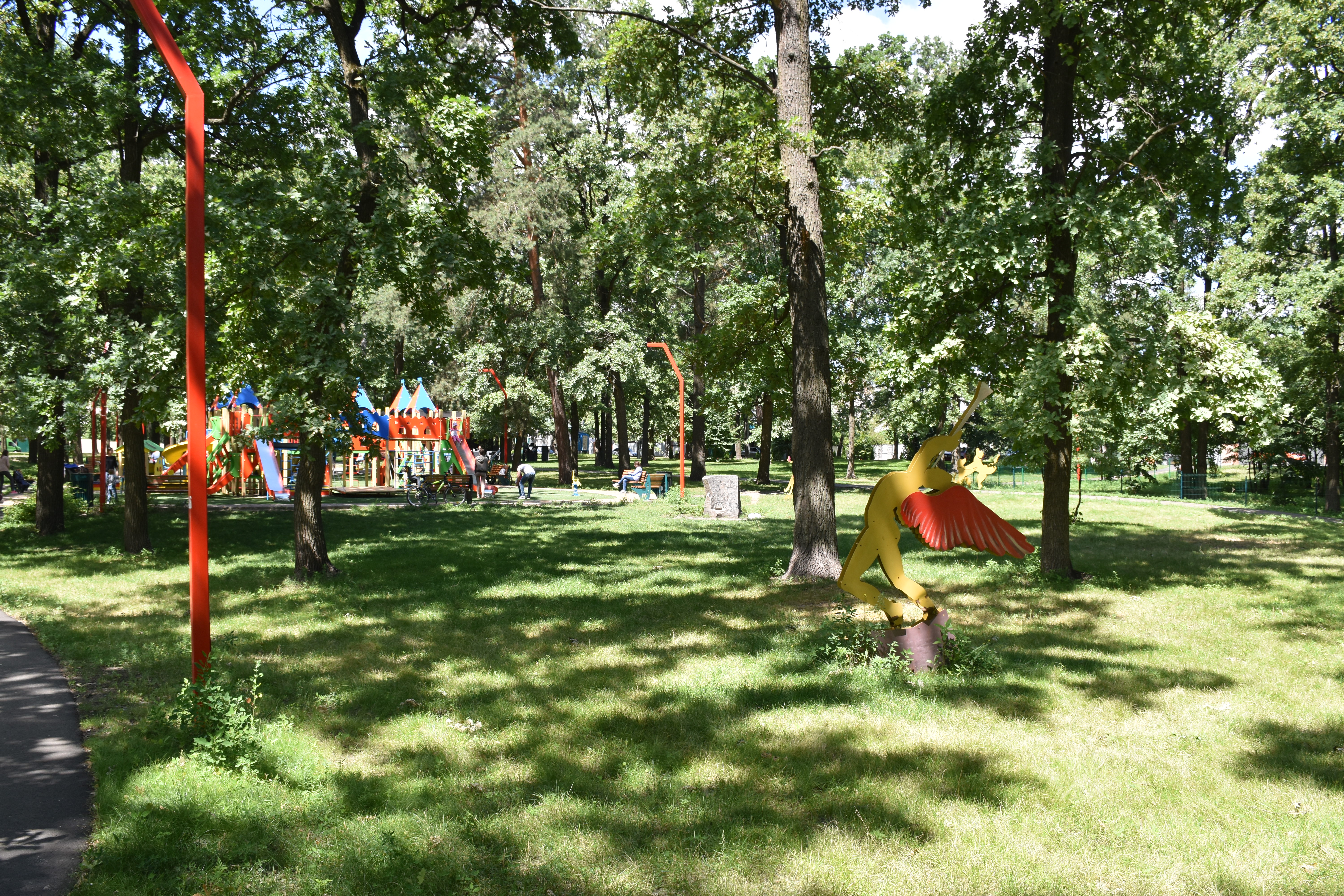
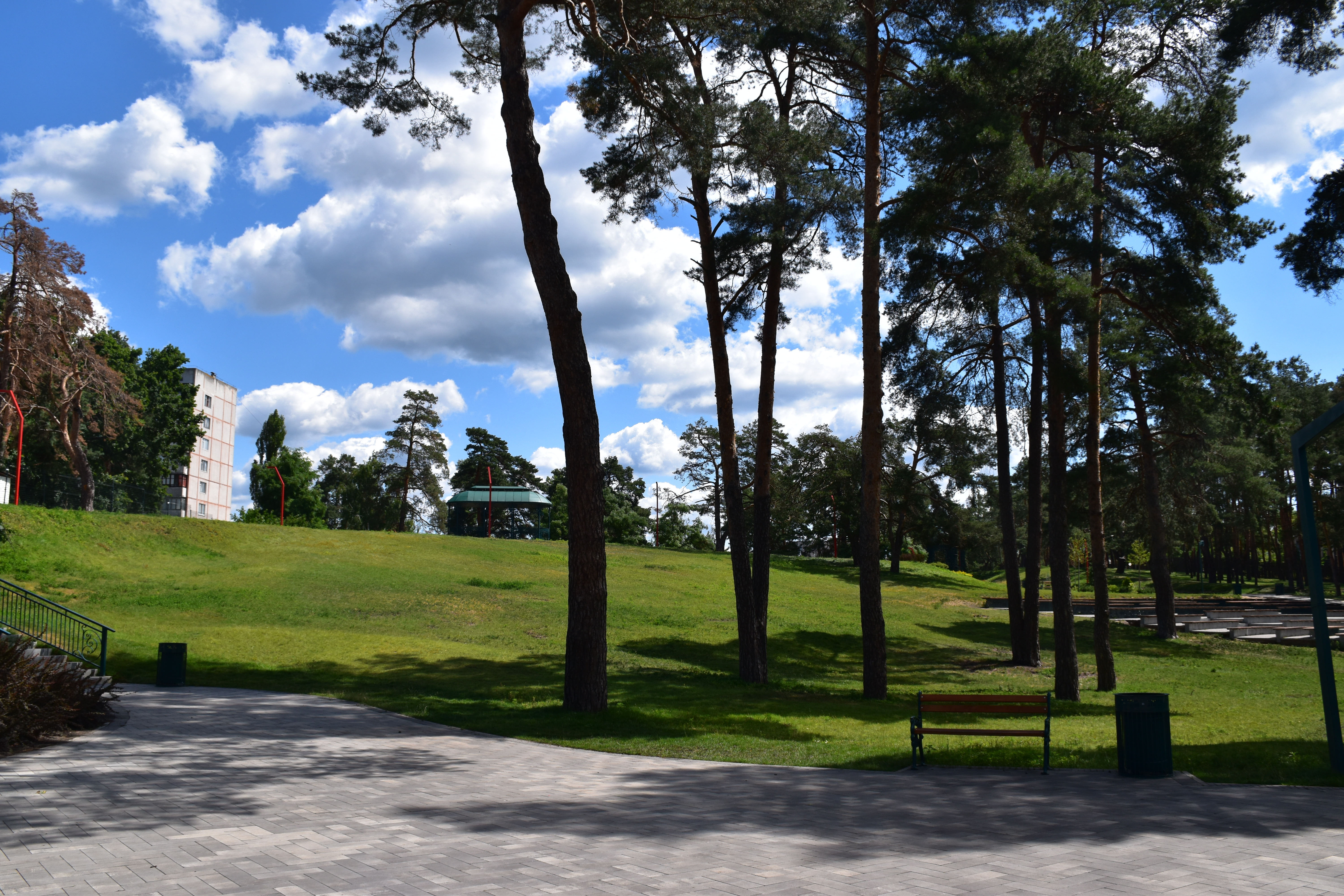
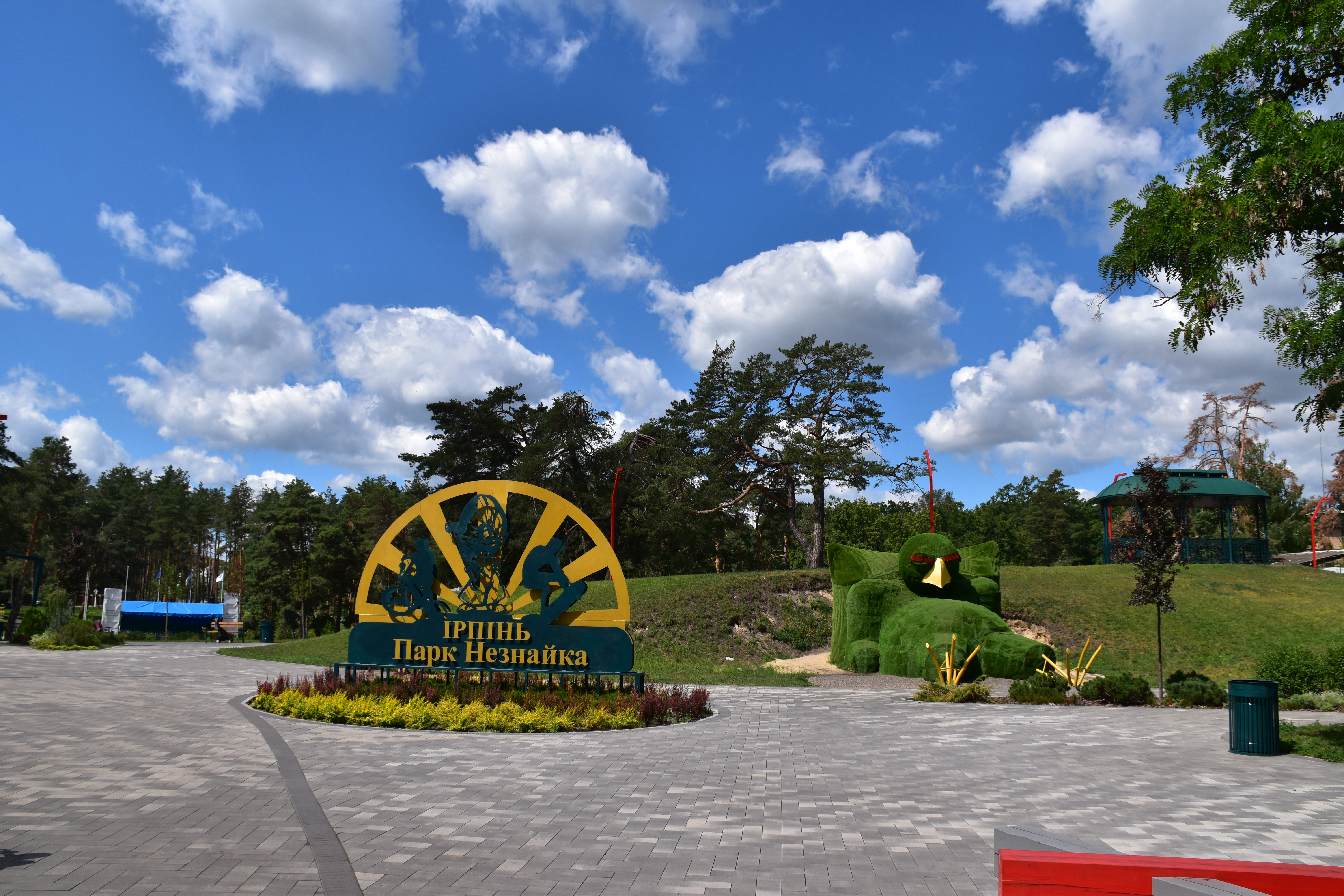
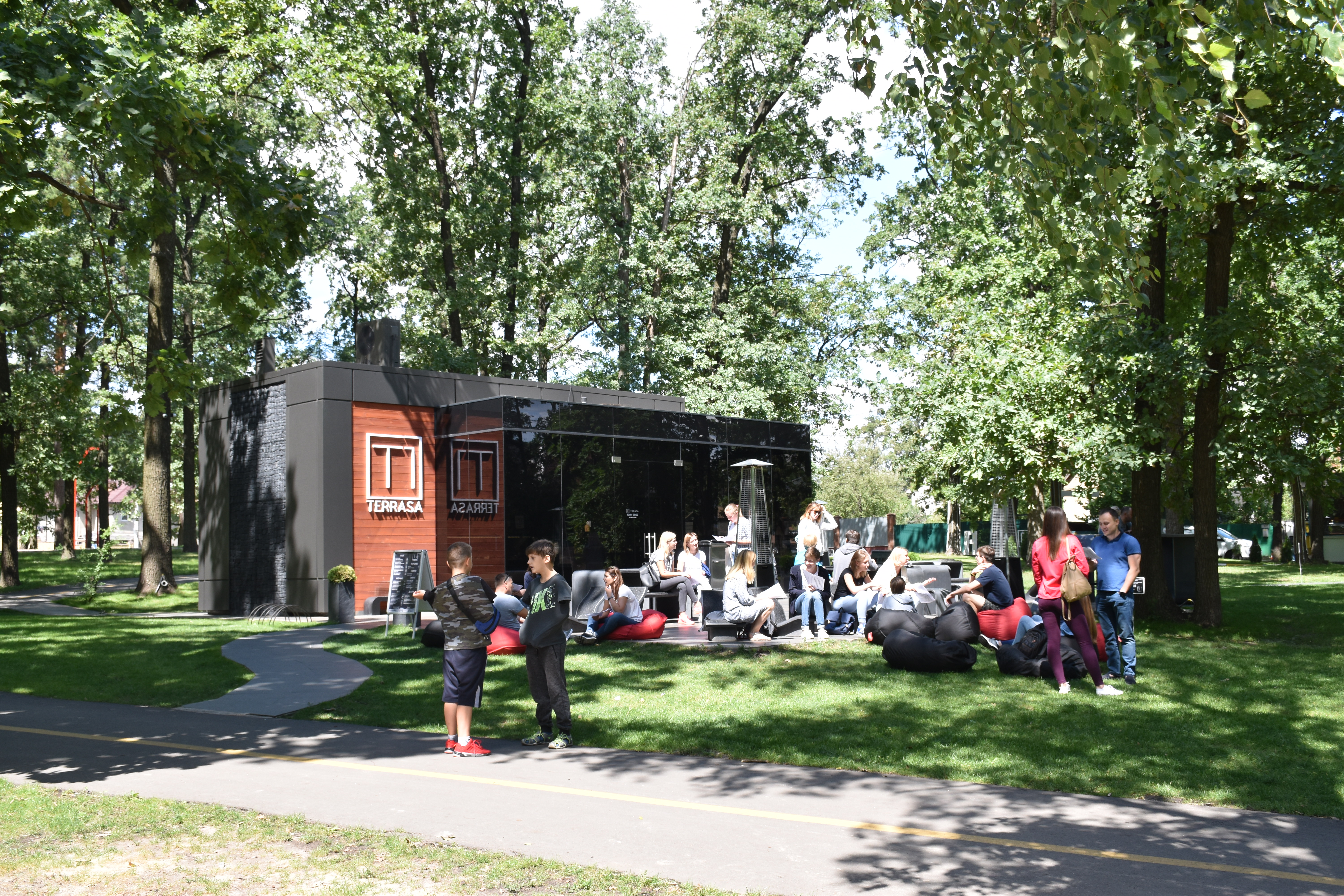